# Diadasia opuntiae
Diadasia opuntiae är en biart som beskrevs av Cockerell 1901. Diadasia opuntiae ingår i släktet Diadasia och familjen långtungebin. Inga underarter finns listade i Catalogue of Life.